# Larry Cain
Lawrence J. „Larry“ Cain, CM (* 9. Januar 1963 in Toronto) ist ein ehemaliger kanadischer Kanute.

## Erfolge
Larry Cain begann im Alter von elf Jahren mit dem Kanusport und gehörte schon ab 1979 im Canadier zum Nationalkader. Bei den Weltmeisterschaften 1982 verpasste er mit zwei vierten Plätzen zunächst einen Medaillengewinn. Zwei Jahre darauf gab er in Los Angeles sein Olympiadebüt, wo er im Einer-Canadier in zwei Wettbewerben antrat. Über 500 Meter zog er nach einem zweiten Platz in den Vorläufen und einem Sieg in den Halbfinalläufen ins Finale ein. Dieses beendete er nach 1:57,91 Minuten auf dem ersten Platz und wurde so vor dem Dänen Henning Lynge Jakobsen und Costică Olaru aus Rumänien Olympiasieger. Seine Goldmedaille war die erste eines kanadischen Kanuten seit dem Olympiasieg von Frank Amyot bei den Olympischen Spielen 1936 in Berlin. Auf der 1000-Meter-Strecke gelang Cain als Vorlaufszweiter ebenfalls der Finaleinzug und dort der Gewinn der Silbermedaille. In einer Rennzeit von 4:08,67 Minuten überquerte er 1,3 Sekunden hinter dem Deutschen Ulrich Eicke und 0,9 Sekunden vor Henning Lynge Jakobsen die Ziellinie.
In denselben Disziplinen startete er auch bei den Olympischen Spielen 1988 in Seoul, jedoch mit weniger Erfolg. Über die 500-Meter-Distanz schaffte er es zwar ins Halbfinale, schied dort aber als Vierter seines Laufs aus. Besser verlief der Wettkampf über 1000 Meter, in dem er als Zweiter in den Vorläufen und Erster seines Halbfinallaufs das Finale erreichte. Er kam nach 4:20,70 Minuten auf Rang vier ins Ziel, 1,8 Sekunden hinter dem Bulgaren Nikolaj Buchalow. Ein Jahr nach den Spielen sicherte sich Cain seine einzige weitere internationale Medaille, als er bei den Weltmeisterschaften in Plowdiw im Einer-Canadier über 1000 Meter Vizeweltmeister wurde.
Seine dritten und letzten Olympischen Spiele bestritt er 1992 in Barcelona. Diesmal ging Cain jedoch in zwei Wettkämpfen im Zweier-Canadier mit Partner David Frost an den Start. Sowohl über 500 Meter als auch über 1000 Meter qualifizierten sich die beiden für den Finallauf, blieben in diesen jedoch weit hinter den Medaillenrängen zurück. Auf der Kurzstrecke wurden sie als Neuntplatzierte gleichzeitig Letzte, während sie auf der 1000-Meter-Distanz nicht über den siebten Platz hinaus kamen.
1996 beendete Cain seine aktive Karriere und begann als Trainer und Motivationsredner zu arbeiten. Ein Jahr darauf wurde er in die Hall of Fame des kanadischen Sports aufgenommen. Bereits 1984 wurde er für seinen Olympiasieg und die Silbermedaille zum Member des Order of Canada ernannt, außerdem erfolgte 1985 Cains Aufnahme in die Canadian Olympic Hall of Fame.